# I. Odó, Blois grófja
I. Odó (kb. 950 – 995) volt 975 és 995 között Blois, Chartres, Châteaudun, Tours, Beauvais és Dreux grófja.

## Élete
Apja I. Theobald, Blois grófja, anyja Liutgarde de Vermandois, I. Hosszúkardú Vilmos normandiai herceg özvegye, II. Heribert vermandois-i gróf lánya (925 - 985. november 14.)
Családja hagyományait követve a Karolingok követője volt a Capetingekkel szemben. Miután apja és Odalric reims-i érsek háborúskodtak a coucy-i kastély birtoklása felett, Odó megkapta a várat az érsektől. 970. körül, a bretagne-i hercegség öröklése miatt vívott háború során elfoglalta a Rennes Grófságot. A foglalást I. Conan bretagne-i herceg hagyta jóvá 990. után. Apja 975. körül halt meg, ekkor örökölte címeit.
988-ban segítséget nyújtott Károly alsó-lotaringiai hercegnek Laon elfoglalásában. 991-ben otthagyta a lotaringiai sereget és egyedül ostrom alá vette Melun-t, amely akkor Capet Hugó egyik hűbéresének birtoka volt. Hugó, I. Richárd normandiai herceg és III. Fulkó, Anjou grófja segítségével sereget gyűjtött és Odó ellen vonult, aki kénytelen volt feladni az ostromot.
995. körül szövetséget kötött I. Conannal Fulkó anjou gróf ellen, akik már háborúskodtak akkor. Odó szövetségese volt még sógora, IV. Vilmos aquitániai herceg és IV. Balduin flamand gróf. Még régi ellensége, Richárd normandiai herceg is a szövetség tagja volt Fulkó ellen és 955-996 telén ostrom alá vették Langeais várát, de a király felmentő seregeinek megérkezését követően vissza kellett vonulniuk.
995-ben halt meg.

## Családja
Felesége 978-980 körül Burgundi Berta (964 - 1010 után), I. Konrád burgund király és második felesége, Matilda lánya. A házasságból hat gyerek ismert:
- Róbert (? - 989 v. 995[18])[19][20]
- Theobald (979 - 1004. július 11.),[4][19] 995-ben apja után örökölte a grófságot, mint II. Theobald.[17] Később öccse javára lemondott és papi pályára lépett[21]
- Odó (982 - 1037. november 15.),[4][17][19] 1004-től II. Odó néven Blois grófja
- Ágnes (? - ?),[21][22] férje Guidó, Thouars vicomtja.
- Teodor (? - 996 és 1001 között)[21]
- Landric (? - 1007 után)[23]